# Adolf Agthe
Hermann Adolf Andrejewitsch von Agthe (russisch Адольф Андреевич Агте; * 30. April 1775 in Arensburg; † 13. April 1832 in Jekaterinburg) war ein russischer Bergbauingenieur.

## Leben
Agthes Vater Johann Andreas Agthe (1733–1806) kam Mitte des 18. Jahrhunderts aus Hettstedt in Sachsen nach Russland, trat in den Staatsdienst und war Anwalt und Organist in Arensburg.
Agthe studierte in St. Petersburg an der Bergbau-Schule mit Abschluss 1794. 1795 wurde er zum Schichtmeister (13. Rangklasse der Bergbau-Rangtabelle) ernannt.
1795 wurde Agthe zu den Nertschinski-Hüttenwerken abgeordnet, wo er Aufseher der Schilkinskoje-Bergwerke wurde. 1798 wurde er Geschäftsführer dieser Bergwerke und Hüttenwerke. 1799 wurde er zum Berg-Geschworenen (11. Rangklasse) befördert (die deutschen Titel wurden wörtlich ins Russische übernommen). Im selben Jahr erhielt er den Auftrag, St. Petersburg mit Silber zu beliefern. Als er 1800 nach St. Petersburg zurückkam, wurde er zum Geschäftsführer der Silberhütten Kutomara und Jekaterina an der Kutomara, nicht weit von den Nertschinki-Hüttenwerken, ernannt.
1802 wurde Agthe Ober-Bergprobierer im 1. Departement des Jekaterinburger Bergbau-Direktoriums. Nach der Auflösung des Departements wurde er Assistent des Leiters der Jekaterinburger Werke und Leiter des Laboratoriums und der Amalgam-Produktion. Er verbesserte das Amalgamverfahren und den Prozess zur Gewinnung der feinen Goldteilchen aus dem Erz. Er projektierte die Amalgamproduktion in Jekaterinburg. Seine innovativen Ideen führten zu beträchtlichen Gewinnsteigerungen der Staatskasse, so dass er 1816 eine Gratifikation von 5000 Rubel erhielt.
1825 wurde Agthe nach Slatoust geschickt, um die Beschwerden der ausländischen Büchsenmacher in der Slatouster Waffenfabrik zu untersuchen. Er deckte zahlreiche Missbräuche auf, worauf der dortige adlige Chef Stepan Petrowitsch Tatarinow abgelöst und Agthe 1826 Leiter der Slatouster Hüttenwerke und der Waffenfabrik wurde. Er verbesserte die Konstruktion der Goldwaschmaschinen und führte als Erster rotierende Trommeln zum Mahlen der Goldsande ein, die lange als Agthe-Trommeln bekannt waren. Dafür erhielt er 1830 eine Gratifikation von 6000 Rubel. 1831 wurde er zum Berg-Inspektor in Jekaterinburg befördert.
Agthe wurde 1825 Mitglied der Jekaterinburger Wissenschaftlichen Bergbau-Gesellschaft und war Mitglied der Moskauer Gesellschaft der Naturforscher der Universität Moskau.
Agthes Tochter Alexandra Adolfowna absolvierte das St. Petersburger Katharina-Institut und heiratete den aus Sachsen stammenden Arzt Karl August Thieme. Ihr zweites Kind Georgi wurde Mathematiker und ihr siebtes Kind (von acht) Iwan wurde Bergbauingenieur.

## Ehrungen
- Orden der Heiligen Anna II. Klasse (1825)
- Orden des Heiligen Wladimir IV. Klasse (1825), III. Klasse (1828)